# Hansfordiopeltopsis amazonensis
Hansfordiopeltopsis amazonensis är en svampart som beskrevs av M.L. Farr 1986. Hansfordiopeltopsis amazonensis ingår i släktet Hansfordiopeltopsis, divisionen sporsäcksvampar och riket svampar.   Inga underarter finns listade i Catalogue of Life.